# Metropolici i patriarchowie Moskwy
Lista prawosławnych metropolitów moskiewskich, patriarchów moskiewskich i całej Rusi w pierwszym okresie istnienia patriarchatu, ordynariuszy eparchii moskiewskiej w okresie synodalnym oraz patriarchów moskiewskich i całej Rusi po 1917.
Personalia hierarchów będący jedynie locum tenens (strażnikami tronu) patriarszego lub ich zastępcami, zostały zapisane czcionką zwykłą, w odróżnieniu od imion samych patriarchów.

## Metropolici[1]
- Jonasz (1448–1461)
- Teodozjusz (1461–1464)
- Filip I (1464–1473)
- Geronty (1473–1489)
- Zozym (1490–1494)
- Szymon (1495–1511)
- Warłam (1511–1521)
- Daniel (1522–1539)
- Joazaf (1539–1542)
- Makary (1542–1563)
- Atanazy (1564–1566)
- Filip II (1566–1568)
- Cyryl (1568–1572)
- Antoni (1572–1581)
- Dionizy II (1581–1587)
- Hiob (1587–1589), ostatni metropolita i pierwszy patriarcha Rosji.

## Patriarchowie Moskwy (Pierwszy okres funkcjonowania) (1589–1721)
| Lp.  | Portret | Hierarcha Imię i nazwisko świeckie | Okres pełnienia urzędu | Okres pełnienia urzędu | Uwagi |
| Lp.  | Portret | Hierarcha Imię i nazwisko świeckie | od                     | do                     | Uwagi |
| ---- | ------- | ---------------------------------- | ---------------------- | ---------------------- | --- |
| I    |         | Hiob                               | 26 stycznia 1589       | 24 czerwca 1605        | Przed podniesieniem metropolii moskiewskiej do rangi patriarchatu był jej zwierzchnikiem. Wybrany na patriarchę przez cara Fiodora I z trzech kandydatów wskazanych również przez cara i potwierdzonych przez Sobór Biskupów. Z urzędu usunięty na żądanie Dymitra Samozwańca I, którego decyzję potwierdził uświęcony sobór. Po śmierci Samozwańca i uwięzieniu Ignacego odmówił ponownego przyjęcia urzędu z uwagi na zły stan zdrowia. |
|      |         | Ignacy                             | 24 czerwca 1605        | 18 maja 1606           | Wybrany na patriarchę z polecenia Dymitra Samozwańca. Przez współczesnych uważany za kanonicznego zwierzchnika Rosyjskiego Kościoła Prawosławnego, został następnie wykreślony z list patriarchów i nie jest uwzględniany w numeracji kolejnych hierarchów na tym urzędzie. Uwięziony i pozbawiony urzędu po śmierci swojego protektora Dymitra Samozwańca, w 1611 przez kilka miesięcy, na życzenie polskiej załogi Kremla moskiewskiego, bez sankcji soboru pełnił obowiązki patriarchy, w czasie uwięzienia kanonicznego zwierzchnika Kościoła – Hermogena. Następnie uciekł z Moskwy; na emigracji w Rzeczypospolitej przyjął unię. |
| II   |         | Hermogen Jermołaj                  | 3 lipca 1606           | 17 lutego 1612         | Wybrany przez sobór biskupów z poparciem cara Wasyla Szujskiego. |
|      |         | Efrem Efrem Chwostow               | luty 1612              | 26 grudnia 1613        | Metropolita kazański, locum tenens Patriarchatu Moskiewskiego. |
|      |         | Jonasz Jonasz Archangielski        | 26 grudnia 1613        | 24 czerwca 1619        | Metropolita sarski i podoński, locum tenens Patriarchatu Moskiewskiego. Pełnił obowiązki do powrotu metropolity Filareta (Romanowa), który jako ojciec cara Michała I miał objąć urząd patriarchy. |
| III  |         | Filaret Fiodor Romanow             | 24 czerwca 1619        | 1 października 1633    | Wybrany na urząd przez sobór biskupów zgodnie z życzeniem cara Michała I. Wcześniej, w 1608, przebywając w obozie Dymitra Samozwańca II, niekanonicznie tytułował się patriarchą, w opozycji do legalnego zwierzchnika Kościoła – Hermogena. |
| IV   |         | Joazaf I                           | styczeń 1634           | 28 listopada 1640      | Wybrany na urząd przez cara, z grona trzech wskazanych przez sobór kandydatów. Jego wybór był formalnością, gdyż już wcześniej jako na swojego następcę wskazywał na niego zmarły patriarcha Filaret. |
| V    |         | Józef Józef Djakow                 | 27 marca 1642          | 15 kwietnia 1652       | Wybrany na urząd drogą losowania, z sześciu kandydatów wskazanych przez cara z grona uczestników uświęconego soboru. |
| VI   |         | Nikon Nikita Minow                 | 25 lipca 1652          | 12 grudnia 1666        | Najprawdopodobniej wybrany na urząd przez sobór biskupów, z poparciem cara. W 1658, skonfliktowany z carem, ogłosił rezygnację z urzędu patriarchy i wycofał się do monasteru Nowe Jeruzalem. Decyzji tej nie potwierdził Sobór Lokalny ani Sobór Biskupów, toteż Nikon tytularnie pozostawał patriarchą, chociaż nie sprawował związanych z tym urzędem obowiązków, które pełnił w zastępstwie metropolita rostowski Jonasz. W 1664 wrócił do Moskwy i zamierzał podjąć ich wykonywanie na nowo. Car Aleksy I był już jednak zdecydowanie mu przeciwny i nie dopuścił do tego, doprowadzając do zwołania w 1666 soboru z udziałem zwierzchników starożytnych patriarchów prawosławnych, który oficjalnie pozbawił Nikona wszystkich godności kościelnych. W 1682 Nikon został pośmiertnie zrehabilitowany. |
| VII  |         | Joazaf II                          | 31 stycznia 1667       | 17 lutego 1672         | Wybrany na urząd przez sobór moskiewski, który pozbawił wszystkich godności kościelnych jego poprzednika Nikona. |
| VIII |         | Pitirim                            | 7 lipca 1672           | 19 kwietnia 1673       | Wybrany na urząd przez uświęcony sobór. |
| IX   |         | Joachim Iwan Sawiołow              | 26 lipca 1674          | 17 marca 1690          | Wybrany przez uświęcony sobór. |
| X    |         | Adrian Andriej                     | 24 sierpnia 1690       | 16 października 1700   | Wybrany przez sobór biskupów. |
|      |         | Stefan Symeon Jaworski             | 16 grudnia 1701        | 1722                   | Metropolita riazański, locum tenens Patriarchatu Moskiewskiego, następnie przewodniczący Świątobliwego Synodu Rządzącego. |

## Arcybiskupi i metropolici w okresie synodalnym[1]
- Józef (Wołczański) (1742–1745)
- Platon (Malinowski) (1745–1754)
- Tymoteusz (Szczerbacki) (1757–1767)
- Ambroży (Zertis-Kamienski) (1768–1771)
- Platon (Lewszyn) (1775–1811)
- Augustyn (Winogradski) (1811–1819)
- Serafin (Głagolewski) (1819–1821)
- Filaret (Drozdow) (1821–1867)
- Innocenty (Wieniaminow-Popow) (1868–1879)
- Makary (Bułgakow) (1879–1882)
- Joannicjusz (Rudniew) (1882–1891)
- Leoncjusz (Lebiedinski) (1891–1893)
- Sergiusz (Lapidiewski) (1893–1898)
- Włodzimierz (Bogojawleński) (1898–1912)
- Makary (Niewski) (1912–1917)

## Patriarchowie Moskwy (Drugi okres funkcjonowania) (1917– )
| Lp.  | Fotografia       | Hierarcha Imię i nazwisko świeckie       | Okres pełnienia urzędu | Okres pełnienia urzędu | Uwagi |
| Lp.  | Fotografia       | Hierarcha Imię i nazwisko świeckie       | od                     | do | Uwagi |
| ---- | ---------------- | ---------------------------------------- | ---------------------- | --- | --- |
| XI   |                  | Tichon Wasilij Biełławin                 | 17 listopada 1917      | 7 kwietnia 1925 | Wybrany na patriarchę przez Sobór Lokalny po niemal dwustu latach od likwidacji patriarchatu według opracowanej na tę okazję procedury. W pierwszej turze głosowania uczestnicy soboru wskazywali trzech najwłaściwszych kandydatów na tron patriarszy. Warunkiem zaakceptowania kandydatury było uzyskanie 155 głosów spośród 309 możliwych. Tichon został wybrany jako trzeci, po metropolitach Antonim (Chrapowickim) i Arseniuszu (Stadnickim). O wyborze patriarchy spośród wymienionych trzech hierarchów zadecydowało losowanie. |
|      |                  | Piotr Piotr Polański                     | 12 kwietnia 1925       | 10 grudnia 1925 | Metropolita kruticki, locum tenens Patriarchatu Moskiewskiego. Swoje obowiązki przestał pełnić de facto wskutek aresztowania. De iure pozostawał locum tenens do 1936. |
|      |                  | Sergiusz Iwan Stragorodski               | 10 grudnia 1925        | 8 grudnia 1926 | Metropolita niżnonowogrodzki i arzamaski, zastępca locum tenens Patriarchatu Moskiewskiego. Swoje obowiązki przestał pełnić wskutek aresztowania. |
|      |                  | Józef Iwan Pietrowych                    | 8 grudnia 1926         | 13 grudnia 1926 | Metropolita rostowski, p.o. zastępcy locum tenens Patriarchatu Moskiewskiego. Swoje obowiązki przestał pełnić wskutek aresztowania. |
|      |                  | Serafin Siemion Samojłowicz              | 13 grudnia 1926        | 7 kwietnia 1927 | Arcybiskup uglicki, p.o. zastępcy locum tenens Patriarchatu Moskiewskiego. Po zwolnieniu metropolity niżnonowogrodzkiego Sergiusza na powrót przekazał mu dawne obowiązki. |
|      |                  | Sergiusz Iwan Stragorodski               | 7 kwietnia 1927        | 1936 | Metropolita niżnonowogrodzki i arzamaski, następnie od 1932 – gorkowski i arzamaski i od 1934 – moskiewski i kołomieński, zastępca locum tenens Patriarchatu Moskiewskiego. |
|      | 1936             | Sergiusz Iwan Stragorodski               | 8 września 1943        | Locum tenens Patriarchatu Moskiewskiego. Tytuł ten metropolita Sergiusz przyjął, kierując się docierającymi do niego informacjami o śmierci metropolity Piotra (Polańskiego), który w rzeczywistości zginął dopiero w roku następnym. | |
| XII  | 8 września 1943  | Sergiusz Iwan Stragorodski               | 15 maja 1944           | W zmienionej sytuacji politycznej ZSRR, po agresji niemieckiej, Stalin zgodził się na przeprowadzenie wyborów patriarchy. Wyboru Sergiusza dokonał Sobór Biskupów. Dziewiętnastu zgromadzonych hierarchów jednogłośnie poparło wniosek metropolity leningradzkiego Aleksego, by wybrać na nowego zwierzchnika Kościoła właśnie Sergiusza. | |
|      |                  | Aleksy I Siergiej Władimirowicz Simanski | 15 maja 1944           | 2 lutego 1945 | Metropolita leningradzki, locum tenens Patriarchatu Moskiewskiego. |
| XIII | 2 lutego 1945    | Aleksy I Siergiej Władimirowicz Simanski | 17 kwietnia 1970       | Wybrany na patriarchę przez Sobór Lokalny zgodnie z wolą poprzedniego patriarchy. | |
|      |                  | Pimen Siergiej Izwiekow                  | 17 kwietnia 1970       | 2 czerwca 1971 | Metropolita kruticki i kołomieński, locum tenens Patriarchatu Moskiewskiego. |
| XIV  | 2 czerwca 1971   | Pimen Siergiej Izwiekow                  | 3 maja 1990            | Wybrany na patriarchę przez kontrolowany przez KGB Sobór Lokalny w głosowaniu jawnym, zgodnie z życzeniem władz, jednogłośnie. | |
|      |                  | Filaret Mychajło Antonowycz Denysenko    | 3 maja 1990            | 10 czerwca 1990 | Egzarcha Ukrainy i metropolita kijowski, locum tenens Patriarchatu Moskiewskiego. |
| XV   |                  | Aleksy II Aleksiej Ridigier              | 10 czerwca 1990        | 5 grudnia 2008 | Wybrany przez Sobór Lokalny w dwóch turach głosowania. W obydwu uzyskał największą liczbę głosów, wyprzedzając metropolitów rostowskiego i nowoczerkasskiego Włodzimierza i kijowskiego Filareta. |
|      |                  | Cyryl I Władimir Gundiajew               | 5 grudnia 2008         | 1 lutego 2009 | Metropolita smoleński i kaliningradzki, locum tenens Patriarchatu Moskiewskiego. |
| XVI  | od 1 lutego 2009 | Cyryl I Władimir Gundiajew               |                        | Wybrany przez Sobór Lokalny w dwóch turach głosowania. W obydwu uzyskał największą liczbę głosów, wyprzedzając metropolitów kałuskiego i borowskiego Klemensa oraz mińskiego i słuckiego, egzarchę Białorusi Filareta (wycofał się z II tury).                                                                                            | |